# Geoffrey Hinton
Geoffrey Everest Hinton (Wimbledon, Londres, 6 de dezembro de 1947) é um psicólogo cognitivo, cientista cognitivo e cientista da computação anglo-canadense, conhecido por seu trabalho sobre redes neurais artificiais. Desde 2013 dividiu seu tempo trabalhando para o Google (Google Brain) e a Universidade de Toronto. Em 2024, ele deixou o Google.
Recebeu o Prêmio Turing de 2018 juntamente com Yoshua Bengio e Yann LeCun, por seu trabalho sobre aprendizagem profunda.
Foi distinguido em 2024 com o Prémio Nobel de Física, conjuntamente com John Hopfield, por "descobertas fundamentais e invenções que permitem aprendizagem automática com redes neuronais artificiais”.

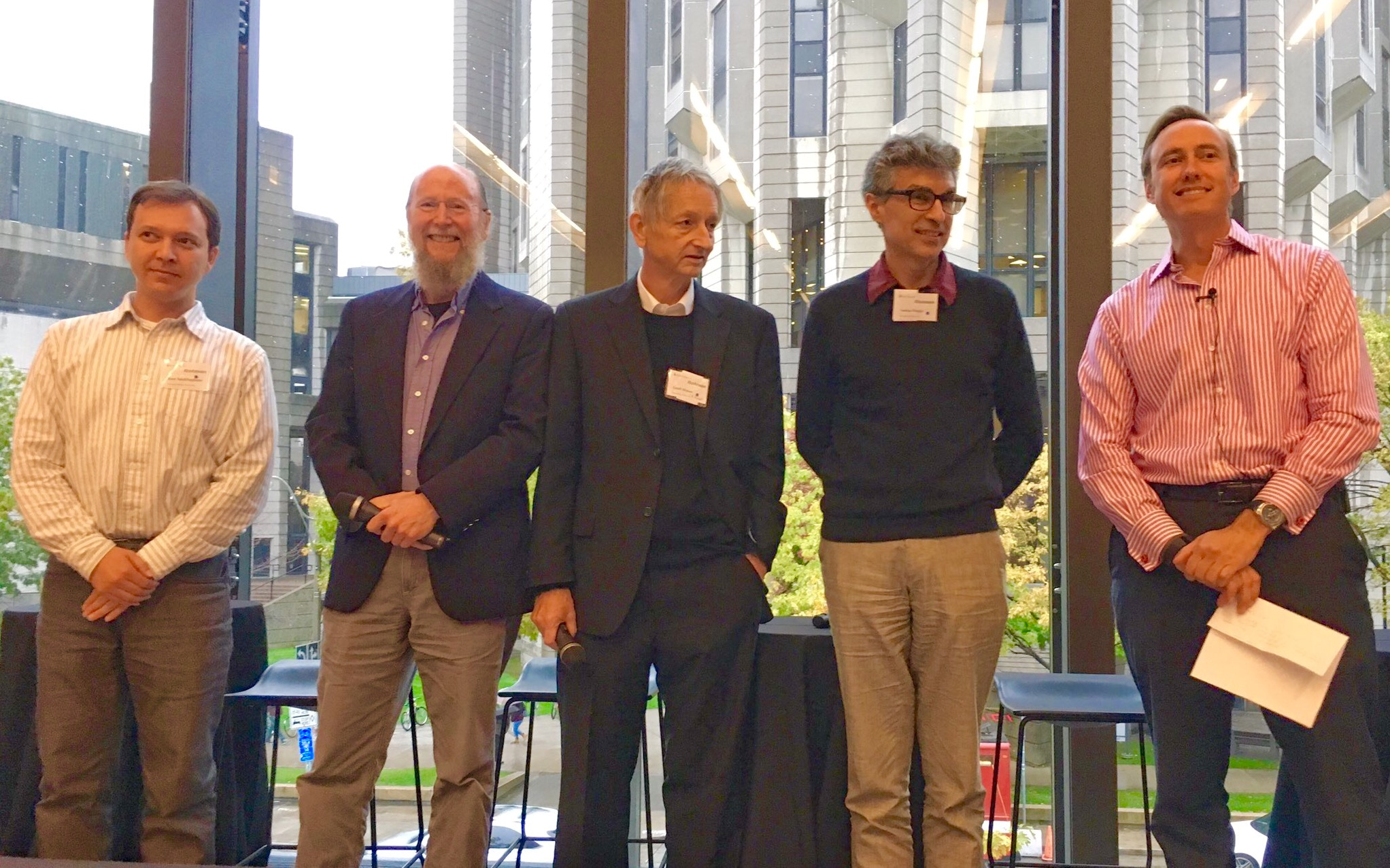
Da esquerda para a direita Russ Salakhutdinov, Richard S. Sutton, Geoffrey Hinton, Yoshua Bengio e Steve Jurvetson em 2016

## Carreira
A pesquisa de Hinton aborda maneiras de usar redes neurais para aprendizado de máquina, memória, percepção e processamento de símbolos. Ele escreveu ou coescreveu mais de 200 publicações revisadas por pares.

## Vida pessoal
Hinton é tataraneto da matemática e educadora Mary Everest Boole e de seu marido, o lógico George Boole.  O trabalho de George Boole eventualmente se tornou um dos fundamentos da ciência da computação moderna. Outro tataravô dele foi o cirurgião e autor James Hinton, que foi pai do matemático Charles Howard Hinton.

O pai de Hinton era o entomologista Howard Hinton. Seu nome do meio vem de outro parente, George Everest, o Inspetor Geral da Índia, que deu nome à montanha. Ele é sobrinho do economista Colin Clark, e da física nuclear Joan Hinton, uma das duas físicas do Projeto Manhattan, que era sua prima em primeiro grau.